# Haselünne
Haselünne is een stad en gemeente in de Duitse deelstaat Nedersaksen, gelegen in het landkreis Emsland. De stad telt 13.141 inwoners.

## Geografie
Haselünne heeft een oppervlakte van 159,16 km² en ligt in het noorden van Duitsland, in het (niet zeer diepe) dal van de rivier de Hase. De plaats ligt te midden van voormalige hoogveengebieden. Delen van deze gebieden zijn, evenals in Drenthe,  ontgonnen tot landbouwgrond, andere gebieden zijn beplant met naaldbos.

### Indeling van de gemeente
De gemeente had, blijkens haar website, op 1 oktober 2019 in totaal 14.171 inwoners. De meeste dorpen in de omgeving behoren pas sinds de gemeentelijke herindeling op 1 maart 1974 als Ortsteil tot de gemeente.

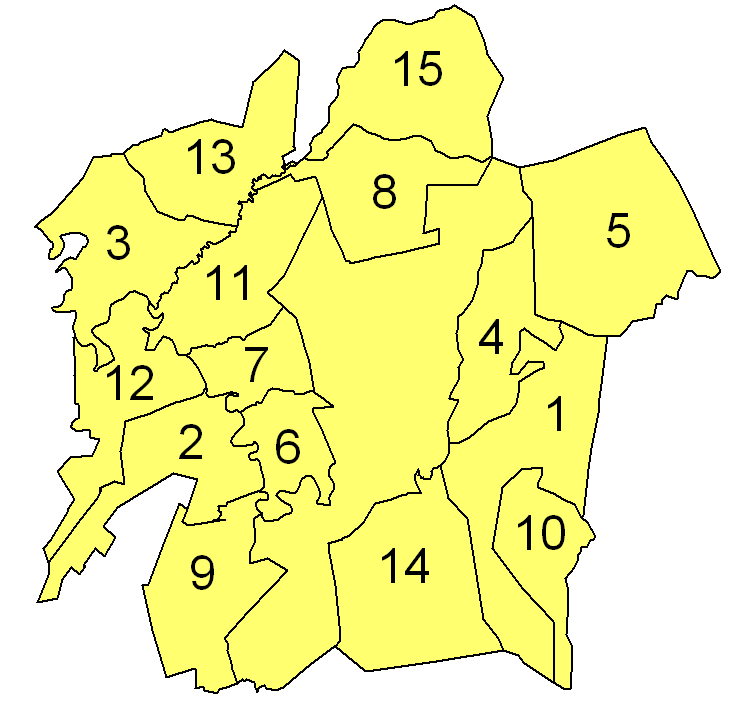
Stadsdelen van Haselünne

De nummers op het plattegrondje corresponderen met de nummers van onderstaande lijst van Ortsteile. De getallen tussen haakjes corresponderen met het aantal inwoners van het desbetreffende Ortsteil, zoals ook op de website van de gemeente vermeld. Het gebied, waar geen cijfer in staat, is dat van de stad Haselünne in engere zin.
1. Andrup (397):  hier heeft van de 15e tot de 19e eeuw een kasteeltje, Schwakenburg, gestaan.
2. Bückelte: bezit een fraaie, 16e-eeuwse kapel
3. Dörgen (139)
4. Eltern (764): na de Tweede Wereldoorlog uitgebreid met een woonwijk voor Heimatvertriebene
5. Flechum (522)
6. Hamm (80)
7. Huden (130)
8. Hülsen (148)
9. Klosterholte
10. Lage (183)
11. Lahre
12. Lehrte (573): dorp met enige dagrecreatievoorzieningen, voor mensen uit de stad doel van uitstapjes.
13. Lohe (272)
14. Lotten: vanaf de late middeleeuwen tot 1905 stond hier een kasteeltje, dat lange tijd bewoond werd door een geslacht Von Dwingelo (zu) Lotten. Dat geslacht heeft geen connecties met Dwingeloo in Drenthe.
15. Westerloh (332), bekend om zijn hunebedden

In het algemeen zijn deze Ortsteile kleine boerendorpen en -gehuchten.

### Buurgemeenten
In het noorden grenst de plaats aan de gemeente Sögel, afstand 20 km, in het oosten aan de gemeente Herzlake. In het zuiden grenst Haselünne aan de gemeente Lengerich en de gemeente Geeste, in het westen aan de stad Meppen, afstand 15 km.

### Verkeer en vervoer
De gemeente ligt op de kruising van twee historische handelswegen, de huidige Bundesstraßen B213 (Oldenzaal - Nordhorn - Haselünne - Cloppenburg -Bremen) en de B402 (Klazienaveen - Meppen (afstand 15 km) - Haselünne - Fürstenau, vanwaar de weg onder andere nummers naar Osnabrück leidt).
De dichtstbijzijnde Autobahn is de A31 Emden-Osnabrück, 20 km westwaarts, 5 km voorbij Meppen.
Meppen is ook de stad, waar aan de lijn van Emden naar Münster het dichtstbijzijnde spoorwegstation voor reizigersvervoer is. Per bus kan men vanuit Haselünne naar Meppen v.v. reizen. Ook Löningen, Sögel en Lingen zijn per streekbus bereikbaar.
Haselünne zelf heeft een spoorverbinding met Meppen, waar sinds 1970 alleen nog goederentreinen overheen rijden.

## Economie
De belangrijkste werkgever in het stadje met bijna 500 man personeel is het al sinds 1758 bestaande  Berentzen, een internationaal actieve producent van diverse soorten sterkedrank. Er is nog een kleinere producent van brandewijn, en ook een kleine limonadefabriek aanwezig.

## Geschiedenis
In de buurtschap Dörgen is in 1935 een groot aantal artefacten, in wat mogelijk de werkplaats van een gereedschapsmaker was, ontdekt. Die worden beschouwd als afkomstig van de Hamburgcultuur, ca. 11.000 v.C., dus aan het einde van de Oude Steentijd.
Blijkens de aanwezigheid van hunebedden, hebben ook mensen van de tot de Jonge Steentijd gerekende Trechterbekercultuur (3200-2500 v.C.) in de gemeente gewoond.
Er zijn documenten bewaard gebleven over schenkingen van keizer Lodewijk de Vrome , de opvolger van Karel de Grote, uit het jaar 834 aan de Abdij van Corvey, die betrekking hebben op de huidige gemeente Haselünne. Van veel geografische  en boerderijnamen is dit de eerste keer, dat deze in de geschiedenis voorkomen. Het stadje dankt zijn naam aan een kunstmatige, van rondhout (Oud-Germaans: lunni) gemaakte voorde in de rivier de Hase. Deze voorde lag  op een oude, belangrijke handelsweg tussen Bremen en Vlaanderen.
De gemeente maakte van 1252 tot 1803 deel uit van het Nedersticht van het Prinsbisdom Münster. De bisschop van Münster is ook degene, die in de 13e eeuw beval, dat in het stadswapen van Haselünne een afbeelding van de apostel Paulus voorkomt. Na de Reformatie werd weliswaar een aanzienlijk deel van de bevolking protestants, mede door invloed van het naburige, calvinistische Nederland, maar de invloed van de katholieke Münsterse regering was zo groot, dat de meeste christenen in de gemeente katholiek bleven (of door de Contrareformatie in de 17e eeuw van protestants weer katholiek werden). Volgens de meest recente cijfers van de gemeente (2019) was ca. 68,7% van de bevolking rooms-katholiek, 11,1% evangelisch-luthers terwijl de overigen een andere, of geen, religie aanhingen. 
De bisschoppen handhaafden van de late middeleeuwen tot in de 18e eeuw hun gezag in de stad door middel van zogeheten Burgmannen die namens hen toezicht op o.a. de verdediging van de stad uitoefenden; dezen bewoonden extra grote huizen, vaak nabij de stadsmuur. Haselünne heeft 22 van deze Burgmannshöfe gekend. Enkele ervan, in de Ritterstraße, bestaan nog.
Het op een kruispunt van twee oude handelsroutes gelegen stadje Haselünne, dat in 1025 marktrecht, en vanwege de bisschop van Münster zeker al voor  1272 volledig stadsrecht bezat, werd in de Dertigjarige Oorlog door oorlogsgeweld  en in de jaren 1733, 1751, 1798 en 1849 door grote branden geteisterd.
In 1894 kreeg de stad een spoorverbinding met Meppen, waar sinds 1970 echter alleen nog goederentreinen overheen rijden.

## Bezienswaardigheden, toerisme

### Bezienswaardigheden
- De rooms-katholieke, laatgotische St. Vincentiuskerk in Haselünne (eind 15e eeuw)
- De voormalige brouwerij van Berentzen (met brouwerijmuseum): beperkt bezoek beperkt mogelijk.
- Diverse megalitische relicten van de  trechterbekercultuur nabij Westerloh:
  - ganggraf met Sprockhoff-No. 863, Großsteingrab von Herthum (in de 19e eeuw sterk beschadigd)
  - ganggraf met Sprockhoff-No. 864, Großsteingrab Westerloh I.
- In de gemeenten Meppen en Haselünne is een gebied van 893 ha. in de benedenloop van de Hase als Natura 2000 natuurgebied aangewezen. Het draagt de naam Natura-2000-Naturschutzgebiet in der unteren Haseniederung. In Haselünne zijn een aantal bestaande natuurgebieden, waaronder Haselünner Kuhweide (heide met veel jeneverbesstruiken) en Lahrer Moor (hoogveen) hierin opgenomen. In dit natuurgebied zijn enige wandelpaden, en op het water een kanoroute uitgezet.

### Recreatie
- Haselünne had in het verleden een uitgebreid Kneipp-aanbod voor dagjesmensen. Dit is verplaatst naar de zgn. Koppelsluis in de Hase in Meppen, dicht bij de monding van de Hase in de Eems.
- Jaarlijks wordt er hier ook de Scoopy Challenge gehouden, een paradetocht voor eigenaren en liefhebbers van de Honda Scoopy. Een jury buigt zich tijdens deze bijeenkomst over de mooiste en best onderhouden Scoopy van het jaar.

## Afbeeldingen

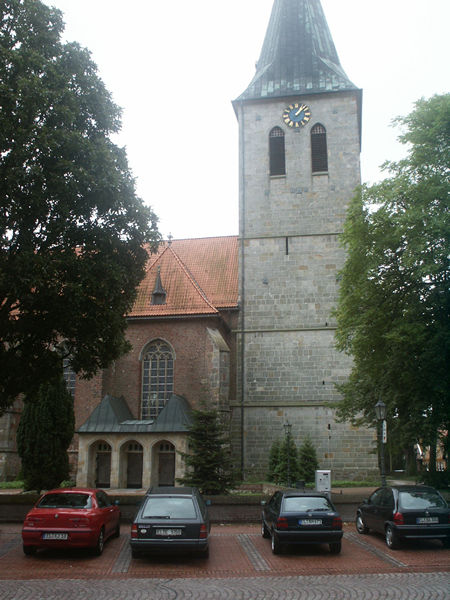
Kerkplein Haselünne
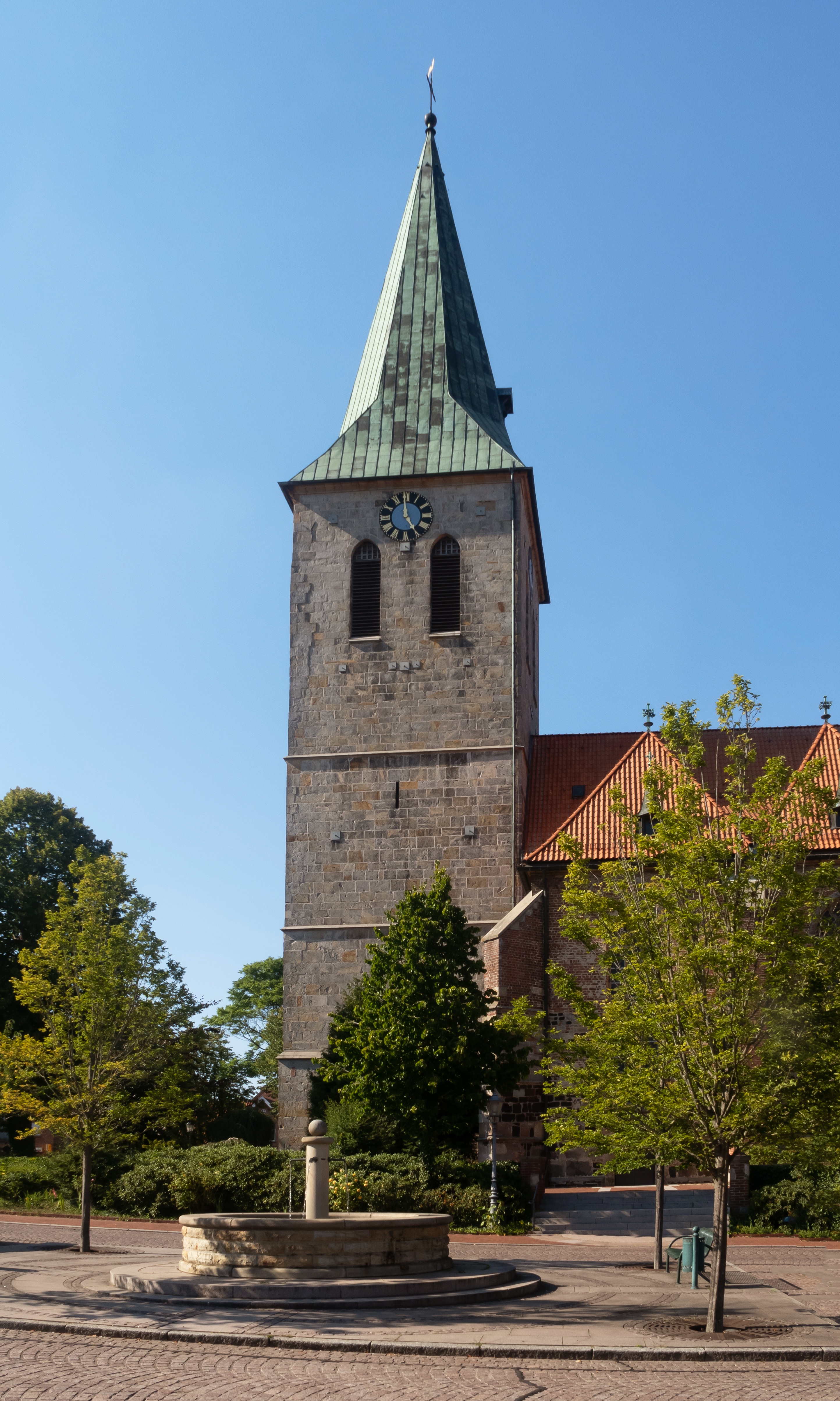
De St. Vincentiuskerk te Haselünne
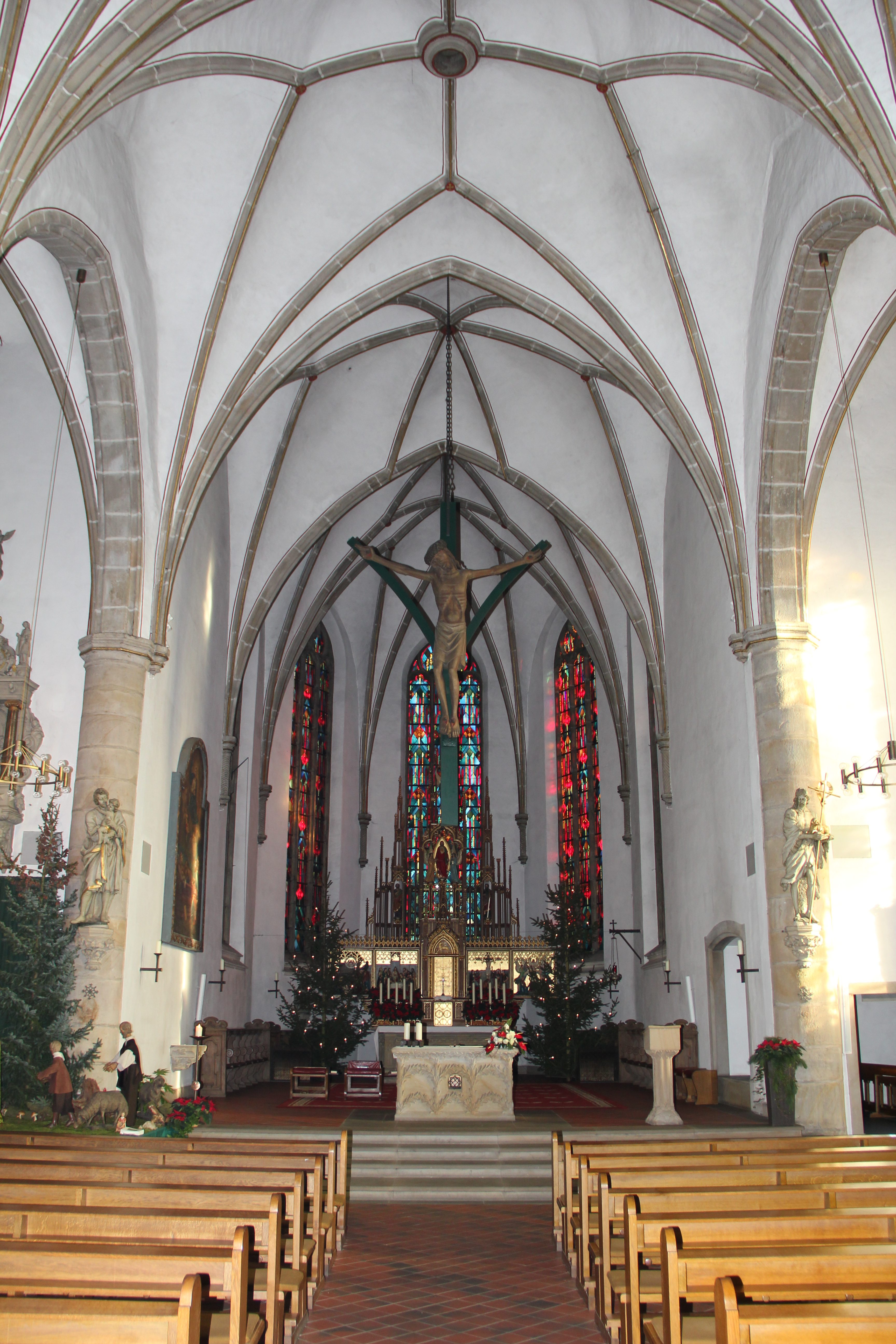
Interieur St. Vincentius Haselünne
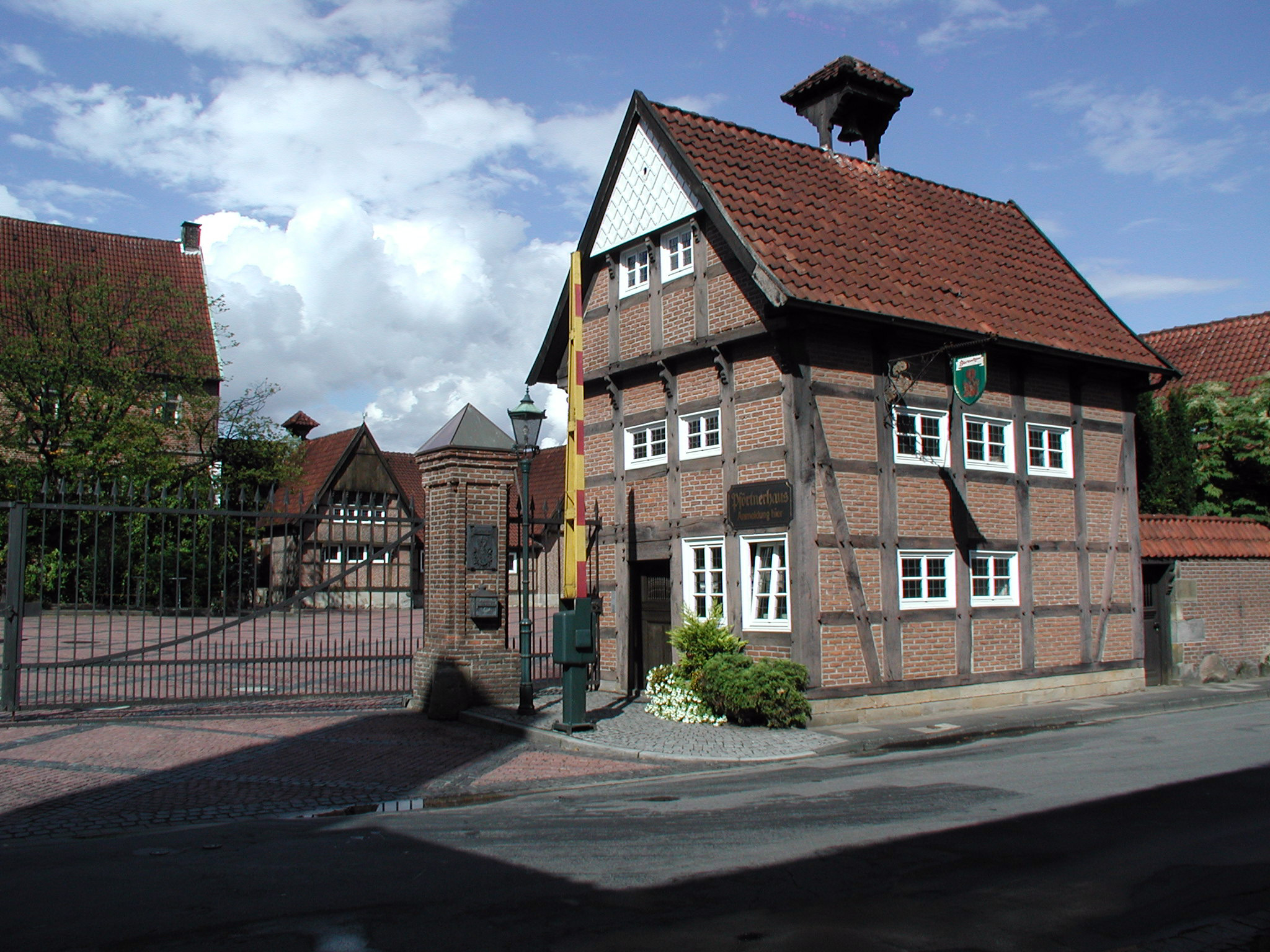
Voormalige brouwerij van Berentzen in Haselünne
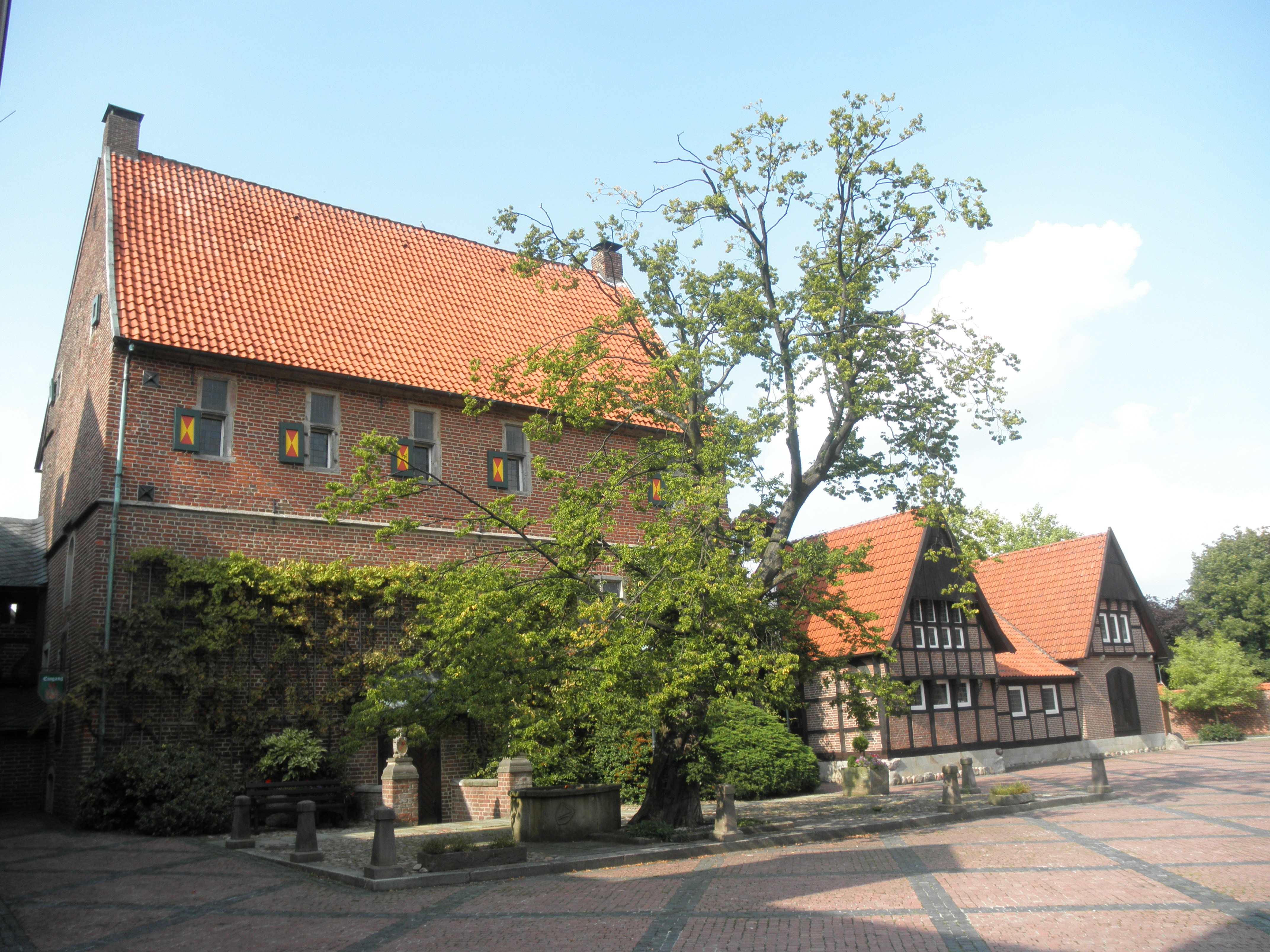
15e-eeuwse Burgmannshof von Westerholt, Ritterstraße, Haselünne
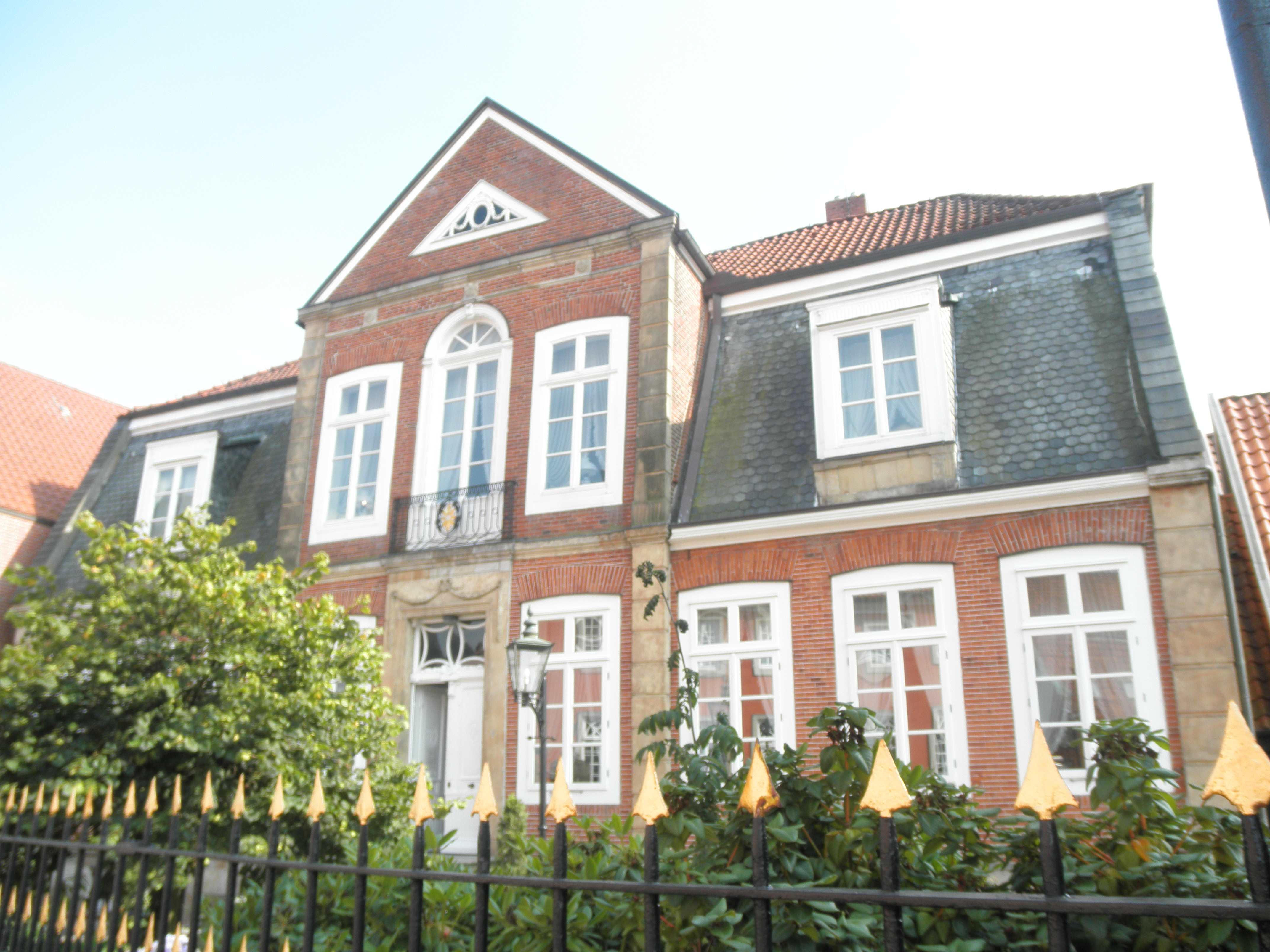
Burgmannshof Lindenberg
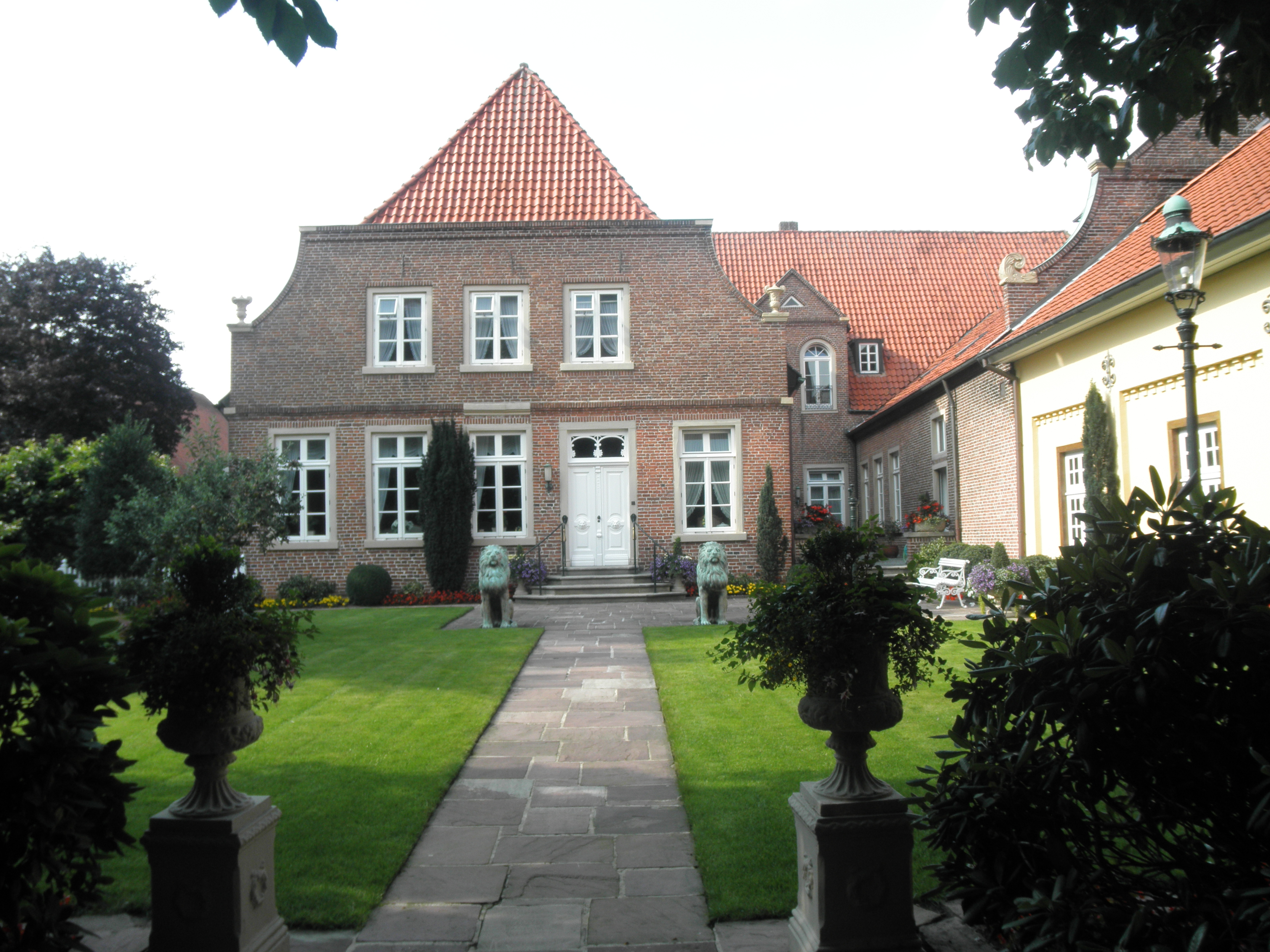
Burgmannshof von Hütel
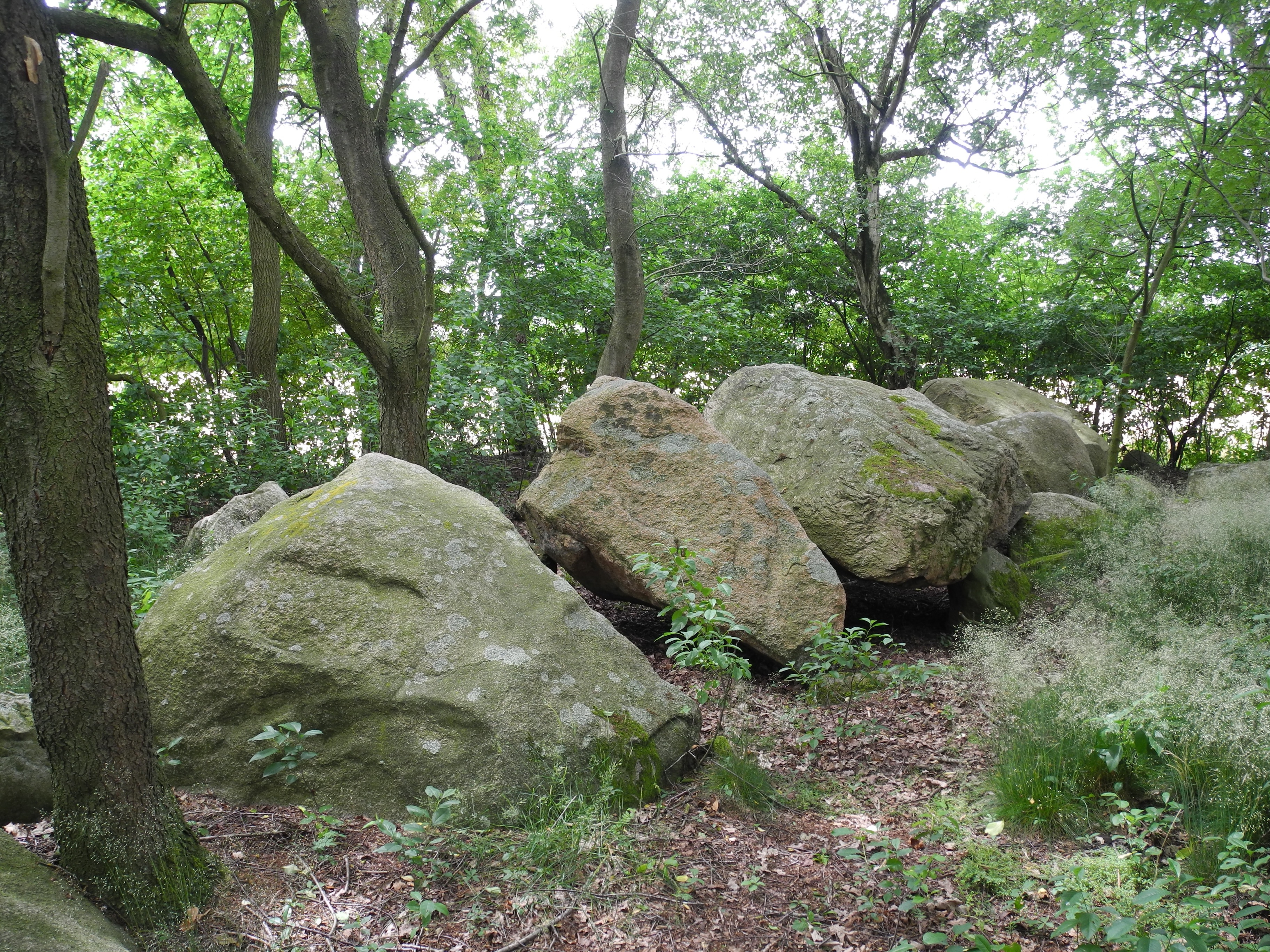
Großsteingrab Westerloh I, Sprockhoff-No. 864
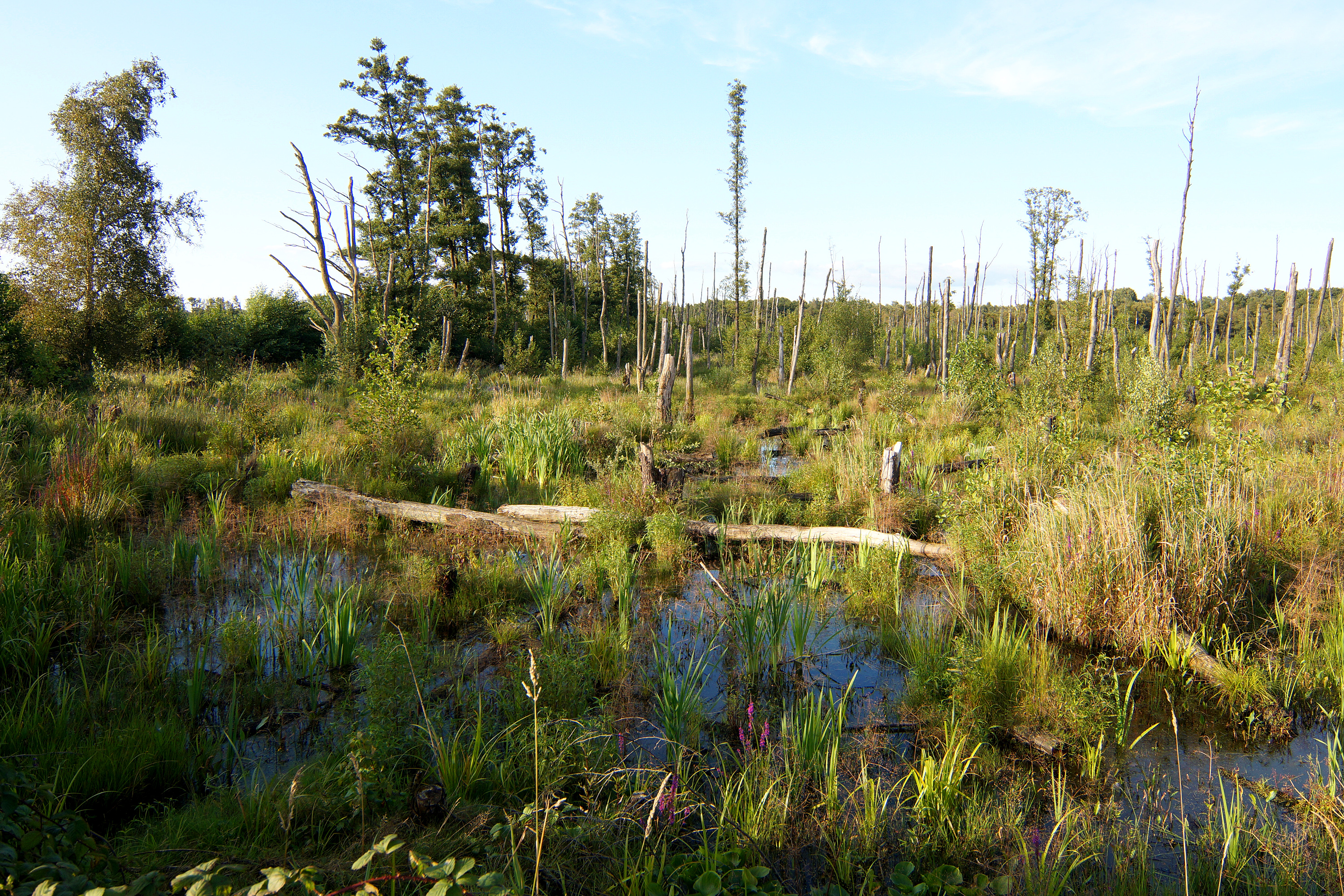
Lahrer Moor (hoogveen)
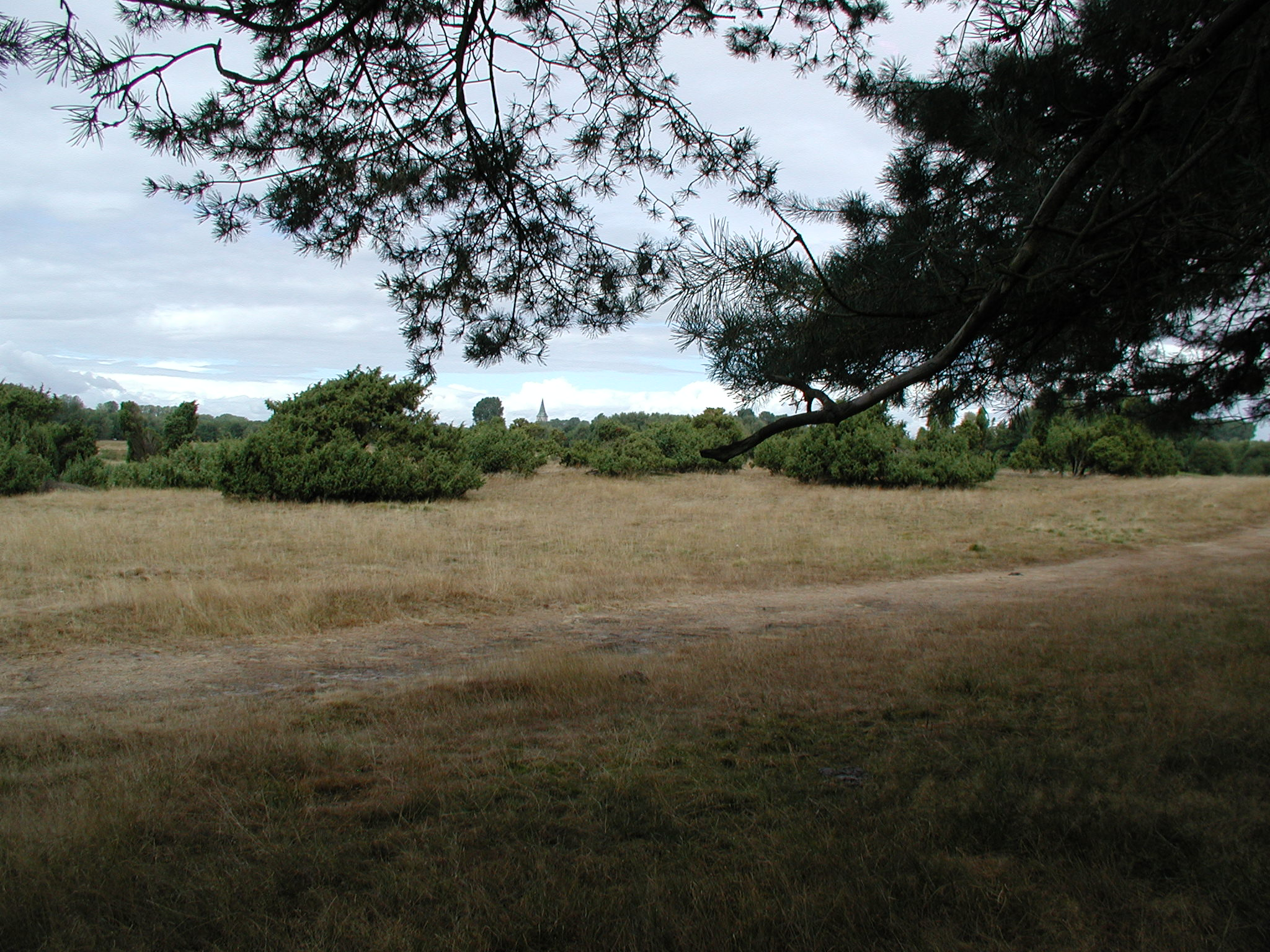
Jeneverbesbos Kuhweide

## Belangrijke personen in relatie tot de gemeente

### Geboren
- Anton Dreesmann (1854-1934), Duits, later Nederlands ondernemer (Vroom & Dreesmann)
- Friedrich Berentzen (1928-2009), ondernemer en brouwer, bedacht de Berentzen-Apfelkorn

### Overleden
- Dodo Freiherr von Innhausen und zu Knyphausen (* 2 juli 1583 in Lütetsburg; † 11 januari 1636 bij Haselünne), belangrijk veldheer van de protestantse met Zweden samenwerkende coalitie tijdens de Dertigjarige Oorlog.

### Overigen
- Wilhelm Guddorf (pseudoniem Paul Braun); * 20 februari 1902 in Melle (België); † 13 mei 1943 in Berlijn (onthoofd in de gevangenis Plötzensee), journalist, Duits verzetsstrijder tegen de nazi's, woonde als tiener met zijn ouders te Haselünne

## Partnergemeenten
- Elburg, Nederland, sinds 1989
- Saint-Flour, Frankrijk, sinds 1992